# Газові родовища Південно-акчакочинського суббасейну
Газові родовища Південно-акчакочинського суббасейну (South Akcakoca subbasin gas fields) – розташований у турецькій економічній зоні Чорного моря комплекс невеликих газових родовищ, які розробляються за єдиним планом.

## Початок розвідки
Ще в 1976 році у районі за півтори сотні кілометрів на схід від Стамбулу пробурили розвідувальну свердловину Акчакоча-1, яка була закладена в районі з глибиною моря 50 метрів та мала глибину 2284 метра нижче морського дна. Вона досягла палеозойського фундаменту, при цьому із турбідітових відкладень еоцену під час тестування отримали невеликий приплив газу. Втім, закладена за 2 км в районі з глибиною моря 114 метрів розвідувальна свердловина Акчакоча-2 виявилась сухою та була припинена на глибині 1643 метра. Обидві свердловини спорудили за допомогою бурового судна Glomar V.

## Відкриття родовищ
На початку 2000-х розвідку у цьому районі продовжило спільне підприємство державної TPAO та Toreador-Stratic. У 2004 році за кілька кілометрів на південний захід від структури Акчакоча в районі з глибиною моря 79 метрів спорудили свердловину Ayazli-1 довжиною 1803 метра, в якій у тих саме еоценових турбідітах (формація Кусурі) відкрили поклад з «сухим» (вміст метану біля 99%) газом. Її пробурило румунське самопідіймальне судно Prometeu, яке протягом 2004 – 2005 років також спорудило в цьому районі оціночні свердловини Ayazli-2 та Ayazli-3 (закладені в районі з такою саме глибиною моря, як у першої свердловини на структурі, а їх довжина становила 1213 та 1335 метрів відповідно) і розвідувальні свердловини Akkaya-1 (глибина моря 62 метра, довжина свердловини 1275 метрів) та Çayağzı-1 (глибина моря 39 метрів, довжина 1200 метрів). При цьому на розташованій в кількох кілометрах на схід від Ayazli структурі Akkaya відкрили ще одне невелике газове родовище. 
Враховуючи отримані результати, до розвідки залучили ще одне самопідіймальне судно Saturn, яке належало тій же румунській компанії та спорудило в 2005 – 2006 у районі з глибиною моря 62 метра дві оціночні свердловини – Akkaya-2 (довжина 1350 метрів) та Akkaya-3 (довжина 1822 метра). 
Можливо відзначити, що над гирлами кількох споруджених розвідувальних свердловин вирішили встановити два спеціальні захисні кесони. Спершу у серпні 2005-го таку операцію над Ayazli-2 та Ayazli-3 невдало спробували провести з Prometeu. Після цього найняли італійську компанію Micoperi, яка залучила плавучий кран Micoperi 30. Втім, у жовтні 2005-го під час виконання нею робіт на Аязлі стався інцидент, який унеможливив подальше використання двох свердловин. Так само аварією завершилась операція по встановленню кесону над Akkaya-1. Як наслідок, Prometeu провело перебурювання свердловин на Аязлі (отримали після цього позначення Ayazlı-2/A та Ayazlı-3/A), а Saturn перебурило Akkaya-1 (отримала назву Akkaya-1/A, при цьому її довжина досягла 2435 метрів). Що стосується Micoperi, то ця компанія наприкінці 2008-го погодилась виплатити 5,8 млн доларів США як відшкодування за інциденти.
В 2006-му Prometeu продовжило розвідувальні роботи та внаслідок буріння в районі між родовищами Ayazli та Akkaya свердловини Doğu Ayazlı-1 (закладена в районі з глибиною моря 70 метрів та мала довжину 1240 метрів) відкрило третє невелике родовище Аязлі-Схід. Після цього були споруджені оціночна свердловина Doğu Ayazlı-2 (глибина моря 70 метрів, довжина 1456 метрів) та розвідувальні Bayhanlı-1 (глибина моря 68 метрів, довжина 1595 метрів) і Kuzey Akkaya-1 (на структурі Аккая-Північ, глибина моря 72 метра, довжина 1582 метра). На структурі Байханлі, розташованій дещо на схід від Аязлі-Схід, на глибинах від 760 до 1115 метрів виявили кілька інтервалів газонасичених пісковиків формації Кусурі.
У 2006 – 2007 роках повернулись до дослідження більш північного району, де три десятки років назад вперше спробували віднайти вуглеводні. Напівзанурювана бурова платформа Atwood Southern Cross в районі з глибиною моря 94 метра спорудила свердловину Akçakoca-3, яка мала довжину 2200 метрів та призвела до відкриття газового родовища Акчакоча. Після цього Atwood Southern Cross пробурило вдалу оціночну свердловину Akçakoca-4 (така саме глибина моря, довжина 1954 метра) та розвідувальну свердловину Gülüç-1 (глибина моря 92 метра, довжина 1706 метрів), яка, втім, не дала очікуваних результатів.
Нарешті, у 2009-му бурова установка Saturn пробурила Batı Ayazlı-1 (на структурі Аязлі-Захід, глибина моря 80 метрів, довжина 2545 метрів) та Doğu Akkaya-1 (на структурі Аккая-Схід, глибина моря 62 метріа, довжина 1400 метрів). Остання виявилась сухою, а от Batı Ayazlı-1 виявила кілька газонасичених інтервалів у пісковиках, при цьому верхній мав понижений пластовий тиск, який свідчив про зв’язок із аналогічним інтервалом родовища Аязлі (розробка останнього на той час вже почалась). У підсумку на Batı Ayazlı-1 облаштували компоновку, яка дозволила організувати перетік до верхнього інтервалу з пониженим тиском, із якого ресурс міг бути видобутий через існуючу інфраструктуру родовища Аязлі.

## Облаштування родовищ
Видобуток газу на родовищах Аязлі, Аязлі-Схід та Аккая організували шляхом встановлення на кожному з них триопорної платформи для розміщення фонтанних арматур, які закріпили в районах з глибинами моря 78,5 метра, 70,5 метра та 61 метр відповідно. Опорна основа (джекет) платформи Аязлі-Схід мала висоту 79 метрів та вагу 500 тон, тоді як для Аккая ці показники складали 68 метрів та 400 тон. Джекети виготовляли на майданчику у Деріндже (Мармурове море), після чого до них кріпили по два понтони для забезпечення плавучості та буксирували до місця призначення. Тут за сприяння самопідіймальних установок Prometeu та Saturn провадилось їх опускання на дно моря. Надбудови платформ доправили на понтонах Seka Ak-1 і Seka Ak-2, після чого їх монтаж здійснив плавучий кран Barbaros III. Першою стала до ладу у травні 2007-го платформа Аккая, у вересні того ж року до неї приєдналась Аязлі-Схід, а в березні 2008-го ввели в експлуатацію платформу Аязлі. 
Від Аязлі до наземної установки підготовки газу Чаягзі проклали трубопровід довжиною 14 км та діаметром 300 мм. До нього під’єднали перемички такого ж діаметру із загальною довжиною 3,2 км від родовищ Аязлі-Схід та Аккая. Установка у Чаягзі розрахована на прийом до 2,1 млн м3 газу на добу. Підготований тут газ подається до газотранспортної системи країни через наземний газопровід довжиною 18,6 км з діаметром труб 400 мм.
Друга фаза облаштування була викликана відкриттям родовища Акчакоча, для якого румунська компанія GSP (Grup Servicii Petroliere, власник згаданих вище самопідіймальних бурових установок Prometeu та Saturn) виготовила на верфі Agigea Yard у Констанці чотирьохопорну платформу, яку встановили в районі з глибиною моря 94,5 метра. Її джекет висотою 101 метр та вагою 1300 тон доправили на напівзанурюваній баржі  GSP Bigfoot 2, після чого за участі судна-оператора підводних аппаратів Triton XLX провели контрольований спуск на шаблон для паль. Останній встановили заздалегідь, залучивши для цього багатофункціональну баржу GSP Bigfoot 3 (забезпечує проведення водолазних робіт, проживання персоналу). Плавучий кран великої вантажопідйомності GSP Neptun спершу завантажив у Констанці на GSP Bigfoot 2 надбудову платформи (топсайд), після чого у морі провів операцію з її встановлення на джекет.  Крім того, GSP Neptun змонтував на платформу мобільну бурову установку GSP-31, яку доправила все та ж баржа GSP Bigfoot 2. За допомогою цього бурового модуля спершу провели освоєння свердловин Akçakoca-3 та Akçakoca-4, а до кінця 2011-го спорудили нову свердловину Akçakoca-5 (довжина 1757 метрів). Як наслідок, платформа Акчакоча почала здійснювати видобуток із трьох свердловин (крім того, з платформи також пробурили розвідувальну свердловину Güney Akçakoca-1 довжиною 2439 метрів, метою якої була перевірка структури Акчакоча-Південь). По завершенны бурової програми модуль GSP-31 підлягав демонтажу, після чого функціонал платформи Акчакоча зменшувався до розміщення фонтанних арматур. Втім, у подальшому для компенсації падіння пластового тиску видобуток з Акчакоча має відбуватись із використанням компресорного обладнання.
Платформу на родовищі Акчакоча сполучили із газопроводом Аязлі – Чаягзі за допомогою перемички довжиною 7 км та діаметром 300 мм. Її спорудження провело румунське трубоукладальне судно GSP Bigfoot 1.

## Учасники проекту
Розробку родовища почали турецька державна Türkiye Petrolleri Anonim Ortaklığı (TPAO, 51%) разом з Petrol Ofisi A.Ü. (26,75%), Foinavon Energy Inc. (12,25%) та TiwayTurkey Ltd. (10%).
У 2017 – 2018 роках зареєстрована в Канаді Trillion Energy викупила 49% участі у проекті та стала єдиним партнером TPAO, яка зберігає свої 51%. За планами Trillion Energy, на початку 2020-х років мають реалізувати третю та четверту фази облаштування родовищ. 

## Запаси та видобуток
Станом на початок 2011 року три платформи першої фази проекту забезпечували видобуток на рівні 0,25 млн м3 на добу, а після запуску платформи на родовищі Акчакоча цей показник зріс до 0,6 млн м3. Восени того ж року після введення свердловини Акчакоча-5 загальний видобуток з родовищ Південно-акчакочинського суббасейну досяг 0,75 млн м3 на добу.
Станом на 2020 рік з родовищ Південно-акчакочинського суббасейну було видобуто 1,2 млрд м3 газу, при цьому залишкові запаси оцінювались у 1,1 млрд м3. Trillion Energy розраховувала наростити їх за рахунок розвідки на 6 структурах (включаючи згадані вище Байханли та Акчакоча-Південь).